# Cheumatopsyche processuata
Cheumatopsyche processuata är en nattsländeart som först beskrevs av Martynov 1927.  Cheumatopsyche processuata ingår i släktet Cheumatopsyche och familjen ryssjenattsländor. Inga underarter finns listade i Catalogue of Life.